# Schiffslinien durch die Deutsche Südsee
Die Schiffslinien durch die Deutsche Südsee wurden nach dem Erwerb der Palauinseln, der Marianen und der Karolinen im Deutsch-Spanischen Vertrag 1899 als Deutsche Postdampferlinien vom Deutschen Reich subventioniert.

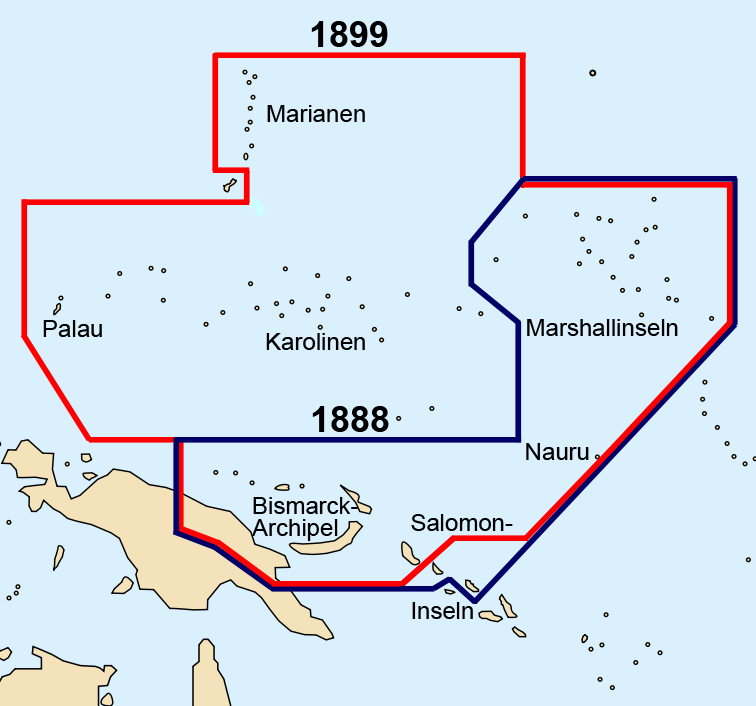
Die deutschen Südseegebiete vor und nach dem Deutsch-Spanischen Vertrag von 1899

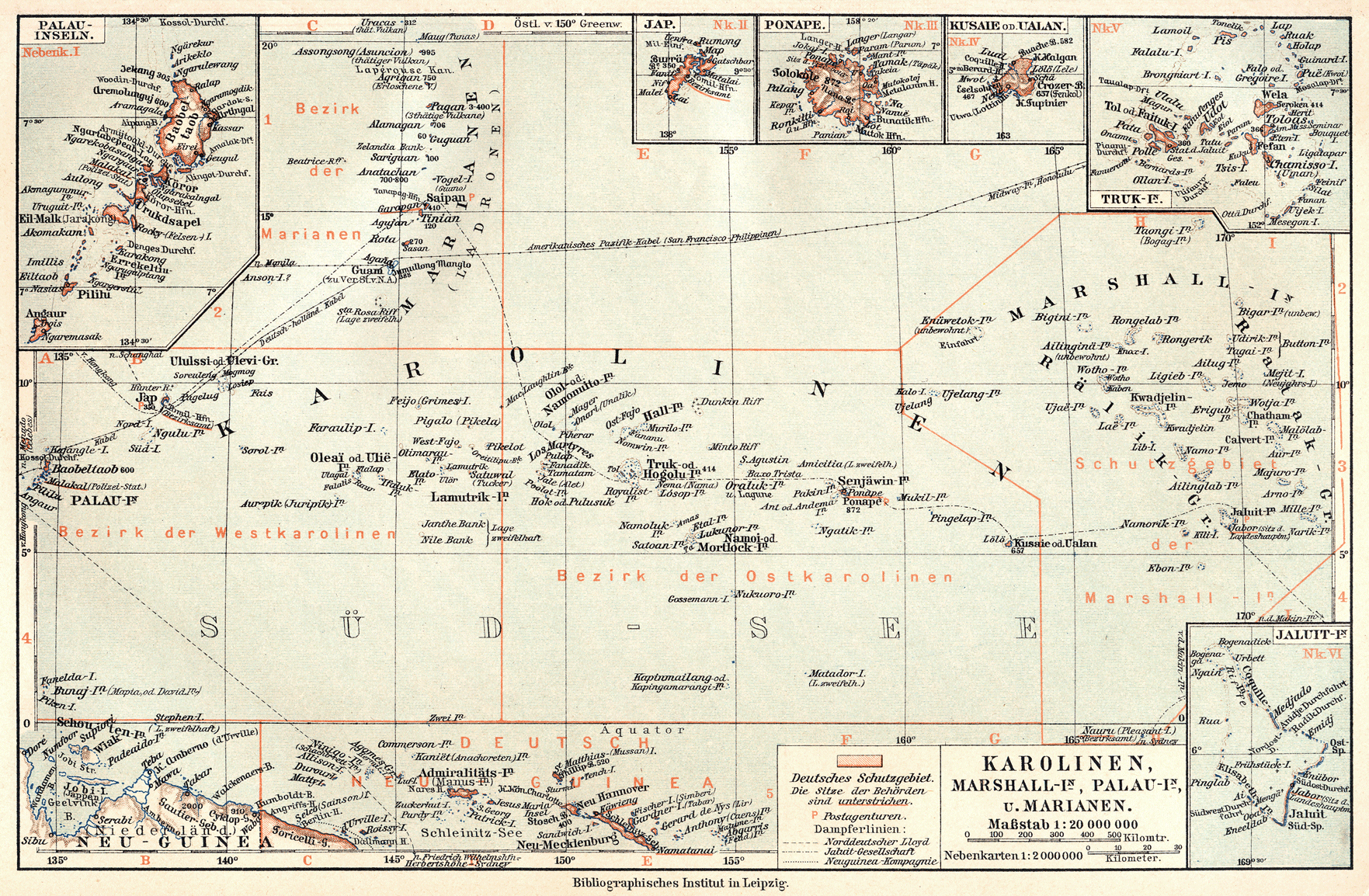
Deutsch-Mikronesien mit Bezirksgrenzen, Karte von 1905

## Geschichte
Die Jaluit-Gesellschaft bot eine regelmäßige Verbindung nicht nur zwischen Australien und ihren Besitzungen in Mikronesien, sondern auch über Jaluit hinaus Fahrten bis Ponape und Yap und nach Pagan mit ihrem Dampfer Oceana (ex Harold, Bj. 1891, 684 BRT) an. Ab dem 1. Januar 1901 zahlte das Deutsche Reich dafür eine Subvention.
Die neu für den Dienst in der deutschen Südsee eingestellte München des Norddeutschen Lloyd sollte die Linie Yap – Hongkong bedienen. Die München lief aber schon bei der ersten Fahrt am 3. Februar 1901 in der Einfahrt von Yap auf und das Schiff wurde aus dem Dienst genommen. Dafür verlängerte die Jaluit-Gesellschaft nach dem Ausfall der München ihre Linie bis Hongkong.
Nach dem Ausfall der Oceana im Dezember 1903 wurde ab Dezember 1904 die Germania eingesetzt, die bis 1914 57 Reisen durchführte. Ihre letzte Reise führte ab dem 12. Juni 1914 von Hongkong über Palau, Yap, Oleai, Saipan, Truk, Ponape, Kosrae nach Jaluit (11. Juli) und weiter über Nauru, nach Rabaul und Sydney (30. Juli).
Der Norddeutscher Lloyd vereinbarte 1904 mit der Reichsregierung eine neue Zweiglinie des Reichspostdampferdienstes. Mit den beiden neuen Schiffen Prinz Waldemar und Prinz Sigismund wurde alle 12 Wochen eine Abfahrt zwischen Hongkong und Sydney auf der zuletzt von der München befahrenen Linie angeboten. Auf der Linie kam neben den beiden „Prinzen“ auch noch der Dampfer Willehad und andere Dampfer zum Einsatz. Diese wurden ab 1907 durch den umgebauten, früheren Brasilien-Dampfer Coblenz ersetzt, der besser zu den Neubauten passte.
1904 verlegte der Lloyd die Sumatra nach Rabaul, um für die neue Reichspostdampferzweiglinie zwischen Hongkong und Sydney (Austral-Japan-Linie) ab 1905 für Durchreisende touristische Rundreisen im Archipel anzubieten.
Im Nachtragsabkommen mit der Reichsregierung vom 2. Juli 1909 übernahm der Lloyd den sogenannten Inseldienst innerhalb der Kolonie Deutsch-Neuguinea mit der alten Sumatra. Sie sollte in Abständen von 3 Monaten alle wichtigen Plätze und Faktoreien in der Kolonie anlaufen und machte dazu regelmäßig verschiedene Rundreisen.
Auf Wunsch der Kolonialverwaltung wurde 1908 auch wieder eine zusätzliche Zweigroute von Singapur nach Neuguinea eingerichtet, auf der die Manila fuhr. Sie führte von Singapur nach Batavia, Makassar, Amboina, Banda, Berlinhafen, Potsdamhafen (heute Awaro), Alexishafen, Friedrich-Wilhelm-Hafen, Stephansort, Finschhafen, Adolfhafen, Rabaul, Peterhafen bis Kavieng. Teilweise wurden noch mehr Zwischenhäfen angelaufen. Im Jahr 1912 schaffte die Manila 6,5 Rundreisen und hatte 1562 Passagiere. Auf diesem Dienst blieb die Manila bis 1914.
In den Monaten vor dem Ausbruch des Ersten Weltkrieges im August 1914 fanden Verhandlungen hinsichtlich der Zukunft der Reichspostdampferlinien und der zu gewährenden Subventionen statt. Die Kolonialverwaltung drängte auf eine Verlängerung bis Apia, um auch Deutsch-Samoa eine ständige deutsche Anbindung zu gewähren, die es seit 1894 nicht mehr gab. Der Norddeutsche Lloyd bot eine derartige Linie an, die er mit der Manila und ihren Schwesterschiff Sandakan bedienen wollte. Zu einem Vertragsabschluss kam es nicht mehr.